# Rampfeber (film)
Rampfeber (originaltitel: Stage Fright) är en brittisk thrillerfilm från 1950 i regi av Alfred Hitchcock. I huvudrollerna ses bland andra Jane Wyman och Marlene Dietrich. Filmen bygger på boken Man Running av Selwyn Jepson.
Denna film innebar att Hitchcock gjorde en avstickare från Hollywood och återvände till England för inspelning. Förutom de två huvudrollsinnehavarna var de övriga skådespelarna brittiska.

## Rollista
- Jane Wyman – Eve Gill
- Marlene Dietrich – Charlotte Inwood
- Michael Wilding – Smith
- Richard Todd – Jonathan Cooper
- Alastair Sim – Commodore Gill
- Sybil Thorndike – Mrs. Gill
- Kay Walsh – Nellie Goode
- Miles Malleson – Fortesque
- Joyce Grenfell – Lovely Ducks
- André Morell – Byard
- Patricia Hitchcock – Chubby Bannister
- Ballard Berkeley – Mellish